# Supramyomorpha
Sous-ordre
Les Supramyomorpha sont un sous-ordre de mammifères de l'ordre des Rongeurs.

## Description
Le sous-ordre des Supramyomorpha est défini comme un clade regroupant les taxons plus étroitement apparentés aux genres Anomalurus, Castor et Mus qu'à Cavia ou Sciurus.

## Taxinomie
Ce taxon a été défini en 2019 sur la base d'analyses phylogénétiques.

### Liste des infra-ordres
Ce sous-ordre regroupe les trois infra-ordres suivants,,, :
- Anomaluromorphi D'Elía, Fabre & Lessa, 2019
- Castorimorphi D'Elía, Fabre & Lessa, 2019
- Myomorphi Brandt, 1855

### Publication originale
- (en) Guillermo D'Elía, Pierre-Henri Fabre et Enrique P Lessa, « Rodent systematics in an age of discovery: recent advances and prospects », Journal of Mammalogy, Baltimore, Allen Press (d), OUP et ASM, vol. 100, no 3,‎ 23 mai 2019, p. 852-871 (ISSN 0022-2372 et 1545-1542, OCLC 1800234, DOI 10.1093/JMAMMAL/GYY179, JSTOR 27018166).